# كليمنت ماتاوو
كليمنت ماتاوو (بالإنجليزية: Clement Matawu)‏ (29 نوفمبر 1982 في زيمبابوي - ) هو لاعب كرة قدم زيمبابوي في مركز الوسط. شارك مع منتخب زيمبابوي لكرة القدم. أما مع النوادي، فقد لعب مع بييلسكو بياوا وMotor Action F.C. ‏ وPolonia Bytom ‏.

## روابط خارجية
- كليمنت ماتاوو على موقع قاعدة بيانات كرة القدم.إي يو (الإنجليزية)
- كليمنت ماتاوو على موقع ناشيونال فوتبول تيمز (الإنجليزية)